# Georgi Atanassow
Georgi Iwanow Atanassow (bulgarisch Георги Иванов Атанасов; * 25. Juli 1933 in Prawoslawen, Oblast Plowdiw; † 31. März 2022) war ein bulgarischer Politiker (BKP). Er war von 1981 bis 1986 stellvertretender Vorsitzender des Staatsrats, von März 1986 bis Februar 1990 Vorsitzender des Ministerrats der Volksrepublik Bulgarien sowie Mitglied des Politbüros der BKP.

## Biographie

### Studium und Parteikarriere
Atanassow absolvierte ein Studium der Geschichte an der St.-Kliment-Ohridski-Universität Sofia, das er 1953 mit der Graduierung abschloss. Im Anschluss daran wurde er Funktionär in der Kommunistischen Jugendunion der damals herrschenden Bulgarischen Kommunistischen Partei (BKP), die er von 1965 bis 1968 leitete.
Bereits 1966 wurde er erstmals zum Abgeordneten der 5. Großen Nationalversammlung gewählt, der er dann bis zur 9. Wahlperiode 1990 angehörte. 1962 wurde er Kandidat und 1968 Vollmitglied des Zentralkomitees (ZK) der BKP und leitete bis 1976 dessen Abteilung für Wissenschaft und Bildung. Von 1977 bis 1986 war er Sekretär des ZK, zuständig für die Leitung der Organisationsabteilung der BKP. Von 1981 bis 1986 war er zudem stellvertretender Vorsitzender des Staatsrats sowie Vorsitzender des Komitees für Staats- und Volkskontrolle und damit Minister im Kabinett von Grischa Filipow.

### Amtszeit als Regierungschef und Verurteilung
Am 20. März 1986 wurde er Mitglied des Politbüros der BKP und am Tag darauf als Nachfolger von Grischa Filipow der Vorsitzende des Ministerrates. Als solcher unterstützte er am 10. November 1989 den Sturz des Staatsratsvorsitzenden und Generalsekretärs der BKP, Todor Schiwkow, durch Außenminister Petar Mladenow. Noch in den letzten Wochen seiner Amtszeit wurden erste Schritte für mehr Rechte der Minderheiten in Bulgarien, insbesondere der türkischen Minorität, versprochen.
Am 3. Februar 1990 übergab er das Amt des Ministerpräsidenten an den früheren Minister für auswärtige Wirtschaftsbeziehungen in seinem Kabinett, Andrei Lukanow.
Im November 1992 wurde er von einem Gericht wegen Veruntreuung zu einer zehnjährigen Haftstrafe verurteilt, allerdings 1994 aus gesundheitlichen Gründen aus der Haft entlassen.